# Братът на мечката 2
Братът на мечката 2 (на английски: Brother Bear 2) е продължение на хитовата детска анимация от 2003 г. Братът на мечката. Филмът е режисиран от Бен Глък и продуциран от Джим Балънтайн и Керълайн Бейтс и излиза директно на видео на 29 август, 2006 г. В него участват звездите Патрик Демпси и Манди Мур.